# 오나카토미노 요리모토

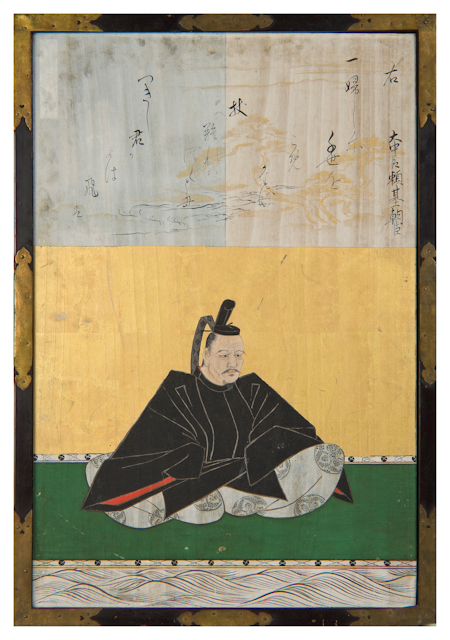
오나카토미노 요리토모(『三十六歌仙額』)

오나카토미노 요리토모(일본어: 大中臣頼基)은 일본의 36가선중 한명이다. 헤이안 시대 중기의 관인(官人)이자 가인(歌人)이다. 빈고(備後)의 지방관이던 오나카토미노 스케미치(大中臣輔道|おおなかとみの すけみち)의 아들이다. 자식으로는 나시쓰보의 5인(梨壺の五人)중 한 명인 오나카토미노 요시노부(大中臣能宣|おおなかとみの よしのぶ)가 있다. 자식 또한 36가선에 속해으며, 백인일수에도 수록되어있다. 오나카토미노 가는 대대로 신관의 가문이었다.
그는 덴케이(天慶|てんけい)2년 (939년)에 이세 신궁(伊勢神宮)의 제주(祭主)임과 동시에 정6위상(正六位上)직을 맡았다. 그 후 종5위하(従五位下), 종5위상(従五位上), 정5위하(正五位下), 종4위하従四位下) 로 승진하였다. 우다 천황(宇多天皇)과 친분이 깊었다고 전해진다. 덴토쿠(天徳|てんとく)2년 (958년)에 숨졌다고 전해지나 자세하진 않다.
습유화가집(拾遺和歌集)에 2수(首), 그외 칙선화가집(勅撰和歌集)에 총 10수가 정리되어 있다.
요리토모는 사후에 오나카토미노 요시노부, 중고36가선(中古三十六歌仙|ちゅうこさんじゅうろっかせん)중 한명인 오나카토미노 스케치카(大中臣輔親|おおなかとみの すけちか), 더불어 중고36가선과 여방36가선(女房三十六歌仙|にょうぼうさんじゅうろっかせん)에 모두 포함된 이세노 다이후(伊勢大輔|いせの たいふ)로 연결되는 가인 계보의 시초를 짓는다.